# Morena (geologia)

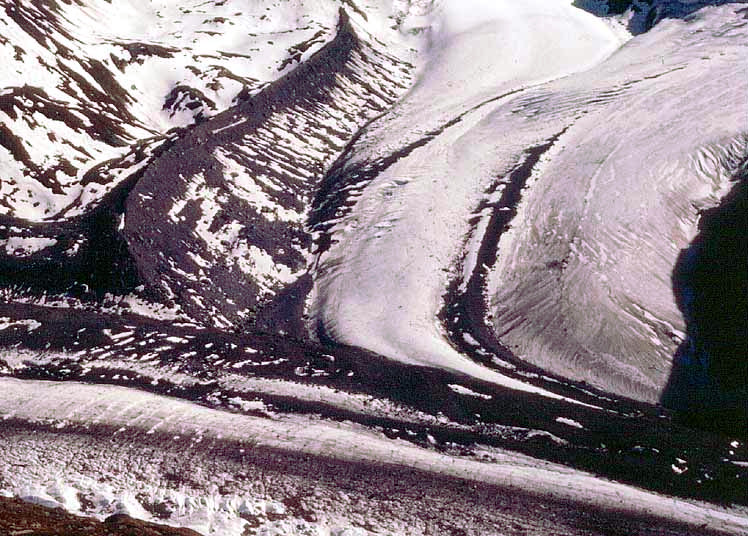
Morena

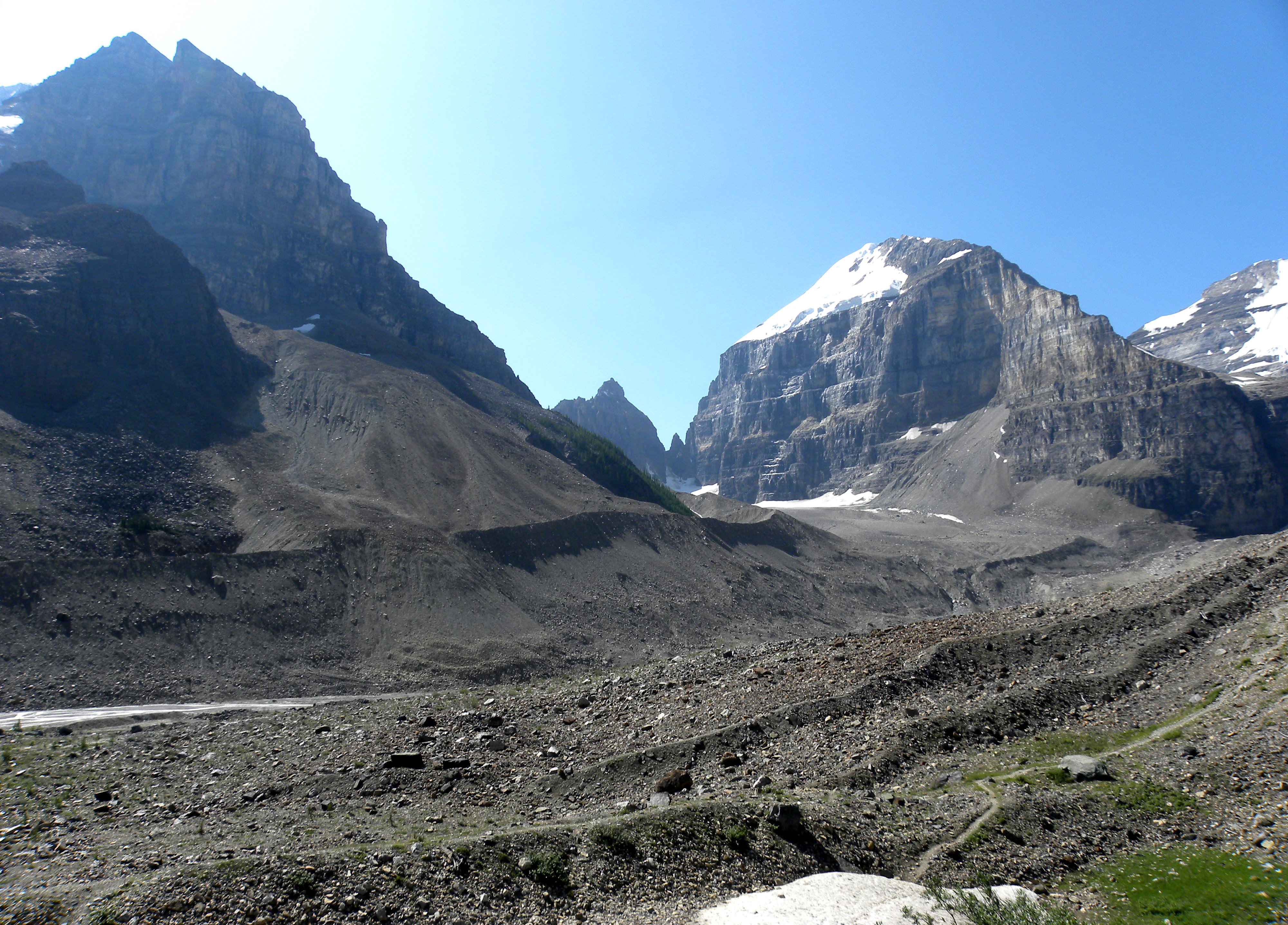
Morenes al Canadà

Morena activa de front avançant al Thompson Glacier, (1988)

Una morena (geologia, glacialisme, geomorfologia, hidrografia) és la massa d’arrossegalls caiguts damunt una glacera, o arrencats pel glaç, transportada i dipositada per la mateixa glacera, formada per materials detrítics mal triats (molt heteromètrica), sense estratificació i formant relleu.
Hom reserva aquest terme especialment per al relleu morfològic (geomorfologia); hom empra el terme till en sentit més ampli.
El nom prové del francès moraine, i aquest, del francoprovençal morena.
Sovint s'anomena morena a la forma d’acumulació glacial (dipòsit glacial) constituïda per algun tipus de till, la qual conserva la morfologia original i la seva situació deposicional respecte a la glacera. Morena de superfície, de fons, terminal, interna, externa.

## Materials i tipus de morena
Els materials detrítics —sorra, palets, blocs diversos— provenen de la fragmentació del rocam de les muntanyes properes per efecte del glaç i el desglaç (gelivació), especialment, però també per efecte d'altres menes d’erosió. Una part dels sediments transportats són també conseqüència de la mateixa erosió de la glacera sobre les parets i el sòl. Les seves dimensions són molt variades (heterometria); en efecte, poden oscil·lar entre sorra fina o un petit palet i blocs que poden tenir un volum de diversos metres cúbics. A causa de la forta pressió que el glaç exerceix sobre el llit i les parets de la glacera, els sediments presenten sovint facetes molt estriades.

El conjunt de materials detrítics i de mides diferents que van des del gran bloc a l'argila, passant per grava, sorra i llim, transportats i dipositats per la glacera, d'acord amb la posició que ocupen o ocupaven respecte a la glacera.

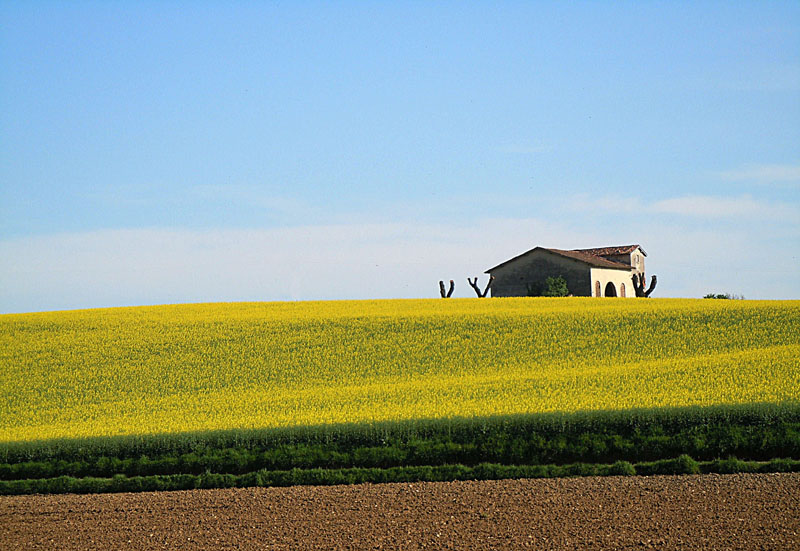
Morena del llac de Garda

Les morenes sovint es classifiquen amb criteris diversos, com ara la situació en relació amb la glacera, la situació després de la sedimentació o l'estructura particular que conformen.
Segons la posició en la glacera hom distingeix:
- les morenes superficials laterals, situades a banda i banda de la llengua glacial en contacte amb els pendents, que són constituïdes pels materials caiguts damunt la glacera
- les morenes superficials centrals, resultants de la confluència de dues o més glaceres (en aquest cas les morenes laterals de la part esquerra d’una de les glaceres i les morenes laterals de la part dreta de l’altra s’uneixen en una sola morena, que és, de fet, la prolongació de les altres).
- les morenes internes, o intraglacials, constituïdes pels sediments que penetren cap a l’interior de la glacera aprofitant les escletxes i les cavitats del glaç.
- les morenes de fons, que es troben sota la massa de la glacera en contacte amb el sòl i que resulten de la mateixa acció erosiva del glaç
- les morenes d’ablació, o materials de les morenes internes recobrint els sediments del fons una vegada fos el glaç
- les morenes frontals, o terminals, o també morenes de vorell (si es tracta d’un inlandsis), que són els materials acumulats a la punta extrema d’una glacera i que formen un vorell de turons o amfiteatre morènic
- les morenes d’empenta, que són antigues morenes frontals empeses per la glacera, si aquesta efectua un nou avanç com a conseqüència d’un canvi climàtic important.[3]